# Xicotepec
Xicotepec är en kommun i Mexiko.   Den ligger i delstaten Puebla, i den sydöstra delen av landet, 160 km nordost om huvudstaden Mexico City. Antalet invånare är 71 454. Arean är 302 kvadratkilometer.
Terrängen i Xicotepec är kuperad österut, men västerut är den bergig.
Följande samhällen finns i Xicotepec:
- Xicotepec de Juárez
- Ahuaxintitla
- San Lorenzo
- San Antonio Ocopetlatlán
- Tierra Negra
- Atequexquitla
- Lomas Verdes
- Jalapilla
- El Tepetate
- Duraznotla
- Morelos
- San Isidro
- Nactanca Grande
- Los Limones
- San Antonio
- Mecatlán de las Flores
- Ejido de Nactanca
- Rancho Nuevo
- Monte Grande de Zaragoza
- Santa Cruz Chica
- Unidad Deportiva
- El Cajón
- El Mirador
- Quinta Lilia
- Tepapatlaxco
- Ixtepec
- El Jonote
- Los Arroyos
- Tulancinguillo
- La Herradura